# Coras medicinalis
Coras medicinalis är en spindelart som först beskrevs av Nicholas Marcellus Hentz 1821.  Coras medicinalis ingår i släktet Coras och familjen mörkerspindlar. Inga underarter finns listade i Catalogue of Life.